# Kommandocentral

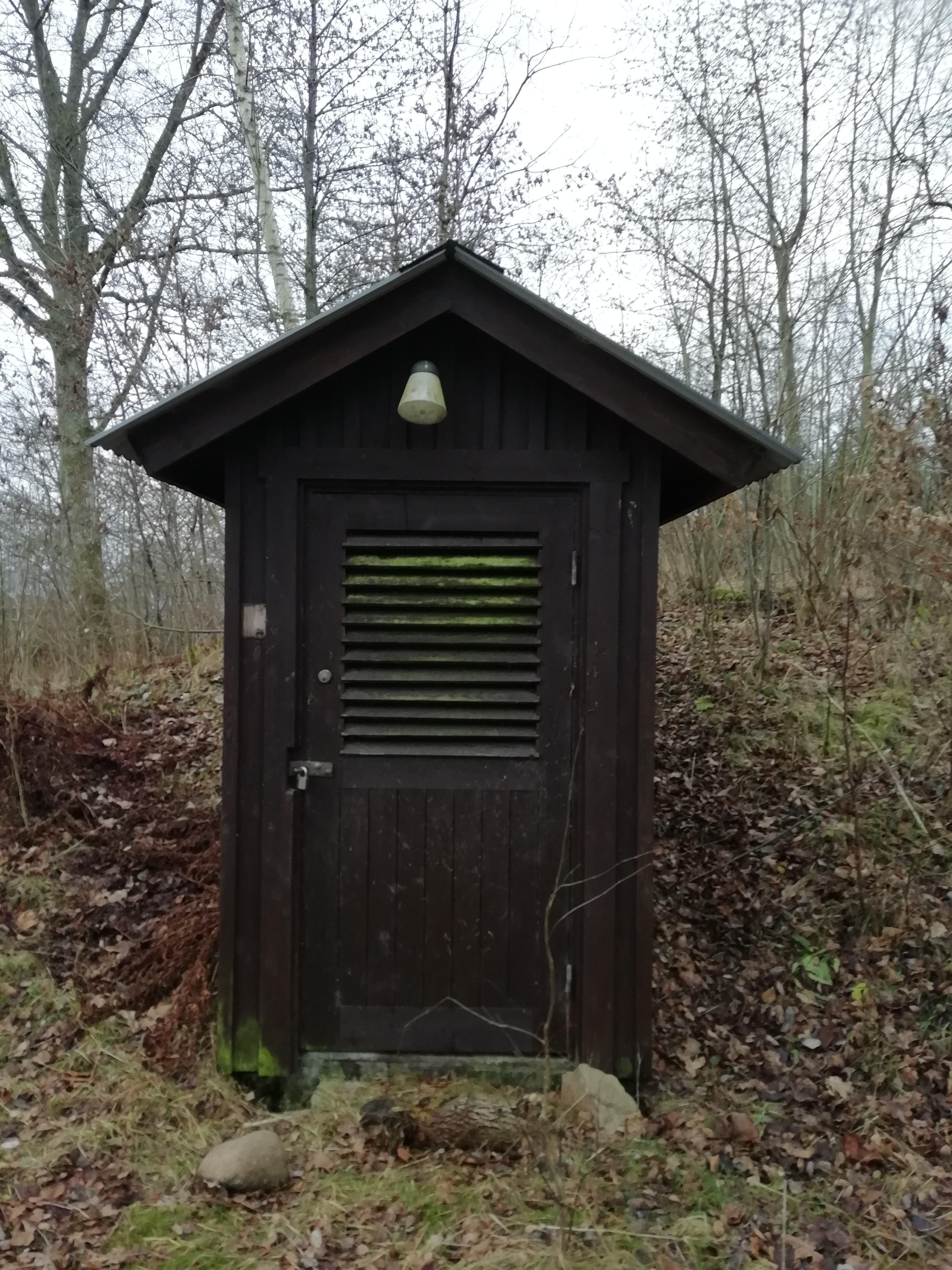
Kommandocentral huvudingång

Kommandocentral är en fortifierad bunker som används för ledning av den direkta flygverksamheten på svenska flygbaser i Bas 60 och Bas 90 systemen.

## Bas 60
När flygbaserna i Bas 60 systemet byggdes ut så anlades på varje bas en fortifierad bunker, kommandocentralen, varifrån den minutoperativa verksamheten på basen skulle ledas. Bunkern som innehöll ett ledningsrum och ett apparatrum byggdes någon kilometer från bansystemet för att den inte skulle kunna slås ut av ett kärnvapenanfall mot huvudbanan. I ledningsrummet fanns två panelrader som användes för att manövrera olika telefonförbindelser och utrustningar, samt basradion. På den bakre raden satt Vakthavande officeren och hans biträde. I panelen fanns möjlighet att koppla startorderförbindelsen till valfritt framom, utlösa flyglarm och att koppla samtal internt inom anläggningen, eller via anslutningen till telefonväxeln även komma i kontakt med abonnenter utanför kommandocentralen. I främre raden satt Trafikledaren med sitt biträde, de kunde leda flygplan med hjälp av flygradion samt manövrera utrullningshindret, inflygningsljus och banljus på huvudbanan. För leda flygplan till basen så hade man även en pejlindikatorn som visade riktningen till anropande flygplan. Trafikledaren hade också förbindelse till basens luftbevakningstorn och kunde informera om egna starter och landningar som luftbevakaren sedan kunde rapportera vidare till luftförsvarsgruppcentralen. I främre panelraden fanns även luftvärnsorienteringsunderofficeren. Han kunde med radio eller trådförbindelse orientera luftvärnet runt basen om egen flygverksamhet, för att undvika vådabekämpning. Orienteringsmottagaren markerade fientlig flygverksamhet på luforkartan i ledningsrummet genom att lyssna på luforsändningarna från sektorns luftförsvarscentral. Tablåmarkören stod vid en karta över basen och markerade var flygplan befann sig på basen och vilken status de hade. Slutligen så fanns det även en växeltelefonist i centralen.

## Bas 90
Kommandocentraler fanns vid huvudbaserna i Bas 90 systemet, där skulle den direkta flygverksamheten ledas både vid huvudbasen, sidobaserna och reservbaserna. Härifrån leddes den direkta verksamheten vid baserna, så som: 
- klargörning, beredskap av flygplanen
- flygtrafikledning av startande och landande plan
- basräddning och alarmering
- marktrafikledning och separation av fordon och flygplan inom basområdet.
- spridning och förflyttning av flygplanen
- fälthållning av banor och taxivägar
- rapportering till högre förband och luftförsvarscentraler

### Utformning
I de ursprungliga planerna skulle alla gamla Kommandocentraler från Bas 60 byggas ut och förses med utrymmen för mat och toalett, dock kom endast två centraler byggas ut. I operationsrummet där verksamheten pågick fanns följande personal:
- VB = Vakthavande befäl som är ansvarig för verksamheten i kommandocentralen
- BivB = Assistent till vakthavande befälet
- Lum = Luformarkör (markerar information om fientligt flyg sänds via radiolufor på lägeskartan)
- Tam = Tablåmarkör (markerar flygplanens status på basen)
- Lvoribef = Officer ur armén (kontaktperson mot luftvärnet runt basen)
- FlygTL = Trafikledare som ansvarar för flygverksamheten (start och landning på basen)
- MarkTL = Trafikledare som ansvarar för att samordnar marktrafiken på bansystemet så att fordon och flygplan inte krockar.
- TLbi = Assistent till de båda trafikledarna
- Klargled = Leder klargöringsverksamheten av flygplanen på basen
- Ledbi = Assistent till klargöringsledaren

I angränsande rum i centralen fanns en operatörsplats för landningsradar som betjänas av en flygtrafikledare, en telefonväxel som reserv till huvudväxeln i Bascentralen samt miltexutrustning för samband.